# Кебхут
Кебхут (егип. QbḤw.t) — богиня бальзамирования и чистой прохладной воды в древнеегипетской мифологии. Кебхут также известна под именами Кебехет, Хебхут, Кебехут и Кабехет. Её имя означает «прохладная вода».

## Кебхут в мифологии
Родителями Кебхут считались бог бальзамирования Анубис и его супруга Инпут, которая являлась его женским проявлением. Домом Кебхут считался Дуат.
Кебхут считалась богиней свежести, совершающей омовения и очищение посредством воды. Кебхут помогала Анубису в процессе мумификации, омывала внутренности и тело умерших, приносила священную воду, необходимую для омовения умершего, помогала очищать мумию. Она приносила воду душам мёртвых, пока они ждали полного завершения процесса мумификации. Вполне возможно, что она защищала тело от разложения, поэтому оно оставалось свежим до момента оживления Ка умершего.
Как и все богини, входившие в состав огдоады, Кебхут изображали в виде змеи или женщины с головой змеи, в редких случаях её изображали в виде страуса, который символизировал Маат.